# Schloemer (automóvil)
El automóvil Schloemer (o Schloemer Motor Wagon) es un automóvil construido en 1890 por el herrero y calderero Gottfried Schloemer y el cerrajero Frank Toepfer de Milwaukee, Wisconsin, Estados Unidos. Operado por primera vez en 1892, tiene un motor monocilíndrico montado debajo de su asiento que impulsaba su eje motor a través de una correa. Se destaca por ser posiblemente el primer automóvil en presentar un silenciador. Las afirmaciones sobre la importancia histórica del automóvil Schloemer han disminuido con el tiempo: en 1948 se consideró el primer automóvil práctico en los Estados Unidos, pero para 2023 la evaluación histórica fue que simplemente fue el primer automóvil en operar en Milwaukee. El vehículo se encuentra actualmente en exhibición en el Museo Público de Milwaukee.

## Trasfondo y diseño

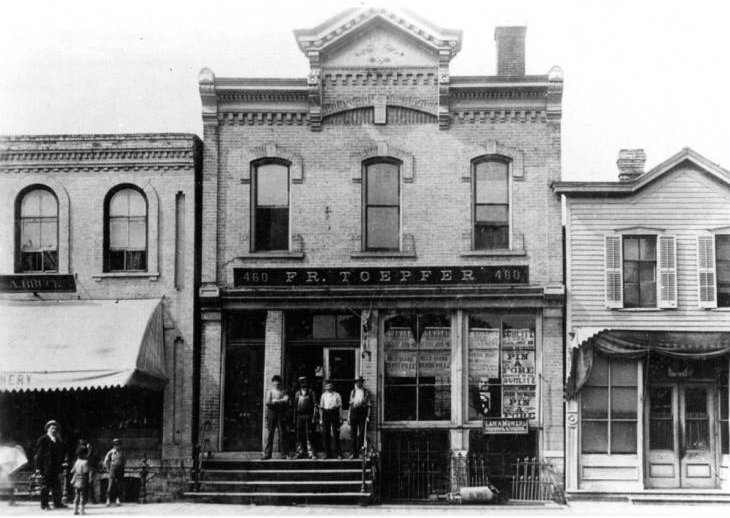
Taller de máquinas de Frank Toepfer en Milwaukee en 1902, donde se construyó el automóvil Schloemer en 1890.

Antes de su automóvil, el herrero y calderero de Milwaukee Gottfried Schloemer y el cerrajero Frank Toepfer habían construido un vehículo fallido que se parecía a una bicicleta. En 1890, colaboraron nuevamente para construir el automóvil Schloemer, utilizando una combinación de diferencial, piñón de mando, silenciador (posiblemente el primero instalado en un automóvil), sistema de bujía (que usaba dos puntas de acero que hacían contacto con el motor) y un carburador tipo mecha (a veces se informa erróneamente que es el primer carburador patentado). Su motor monocilíndrico estaba montado debajo del asiento y conectado al eje motor por una correa. A lo largo de su existencia, se agregaron frenos y se mejoró la dirección del vehículo. Solo se construyó un solo automóvil Schloemer.

## Historia

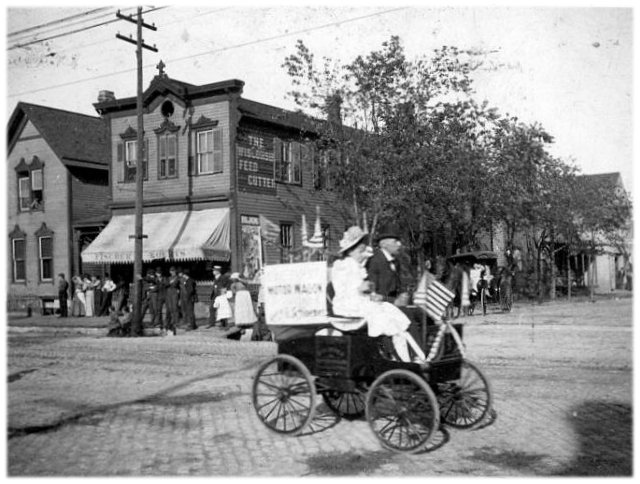
Gottfried Schloemer conduciendo el automóvil, alrededor de 1908.

Si bien las afirmaciones sobre las fechas con respecto al automóvil Schloemer varían, existe una aceptación general de que se construyó por primera vez en 1890 y se condujo por primera vez en 1892, lo que significa que es anterior al Duryea Motor Wagon por un año. En 1892, Schloemer buscó apoyo financiero para construir una fábrica de automóviles en Milwaukee, pero fracasó debido al pánico de 1893. Luego centró su atención en el desarrollo de equipos agrícolas, mientras que el automóvil que llevaba su nombre se almacenó hasta 1920.
Según la Sociedad de Historiadores Automotrices de Wisconsin, en 1920, Schloemer cambió su automóvil a Fay Cusick, un concesionario de automóviles de West Allis, Wisconsin, a cambio de un vehículo Maxwell. Después de recorrer el automóvil en exhibiciones y ferias de automóviles durante una década, Cusick vendió el Schloemer a un grupo de seguidores del Museo Público de Milwaukee por $ 4,000 en 1930, quienes luego donaron el automóvil al museo. En cambio, el Museo Público de Milwaukee afirma que compró el automóvil directamente a Schloemer en 1920.
Después de ser adquirido por el museo, el voluntario Herbert Smith restauró el automóvil Schloemer. Llegó a la conclusión de que el motor había sido reemplazado, muy probablemente mientras Cusick era dueño del auto. Se eligió un motor Wolverine Junior de cuatro tiempos como motor de reemplazo, mientras que se cree que el motor original fue un motor de dos tiempos construido por Sintz Machinery Company de Grand Rapids, Míchigan.

## Legado

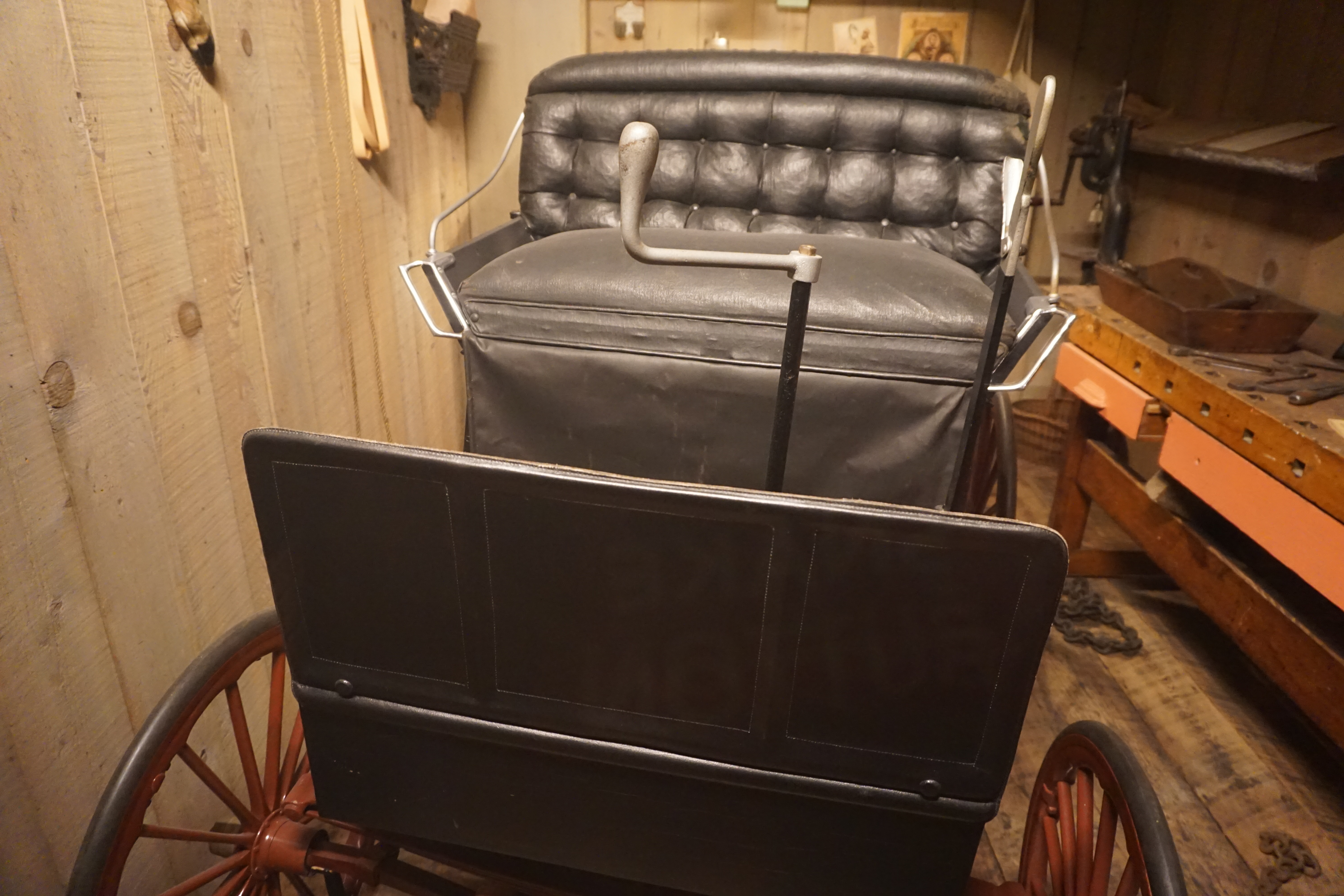
El automóvil Schloemer en exhibición en el Museo Público de Milwaukee en 2023.

Las afirmaciones sobre la importancia histórica del automóvil Schloemer han disminuido con el tiempo. En 1948, escribiendo en The Milwaukee Journal, Frank Sinclair lo llamó «el primer carruaje sin caballos práctico de Estados Unidos». En ese mismo artículo, Sinclair afirmó que el automóvil originalmente usaba un motor de gasolina de un solo cilindro construido en Grand Rapids; tenía dos marchas hacia adelante pero sin marcha atrás; y corrió a una velocidad máxima de 12 millas por hora (19,3 km/h).
En 1995, Roger A. Gribble, escribiendo para el Wisconsin State Journal, declaró que «se creía que el automóvil era el automóvil de gasolina más antiguo de Estados Unidos». En 2004, Jay Williams, escribiendo para el Daily Citizen de Beaver Dam, Wisconsin, afirmó que «fue el primer vehículo a gasolina diseñado y construido en Wisconsin». A partir de 2023, el Museo Público de Milwaukee describe el automóvil como «el primer vehículo de combustión interna que circula por las calles de Milwaukee».
La Enciclopedia Británica señala que el automóvil Schloemer se construyó con éxito en 1892, pero que al menos otros cuatro automóviles de gasolina de combustión interna son anteriores. Estos fueron los vehículos construidos por Sephaniah Reese, en 1887, y Charles Black, John William Lambert y Henry Nadig, todos en 1891.
El automóvil Schloemer se encuentra actualmente en exhibición en la exhibición Streets of Old Milwaukee en el Museo Público de Milwaukee. Según la presidenta y directora ejecutiva del museo, Ellen Censky, el vehículo se incluirá en la exhibición Milwaukee Revealed en el nuevo edificio del museo después de su mudanza.